# Distretto di Calcutta
Il distretto di Calcutta è un distretto del Bengala Occidentale, in India, di 4 580 544 abitanti. Il suo capoluogo è Calcutta, coestensiva del distretto, che è di tipo urbano.